# Lady Deathstrike
Lady Deathstrike, (Yuriko Oyama), (大山百合子), —Dama Mortal en España—, ocasionalmente escrito «Deathstryke», es una supervillana japonesa que aparece en los cómics estadounidenses publicados por Marvel Comics. Es la enemiga de X-Men, especialmente de Wolverine.
El padre de Yuriko llamado El Señor Oscuro Viento, creó el proceso de fusión del adamantium con el cuerpo humano al que se vio obligado Wolverine a pasar por órdenes de Arma-X. Lady Deathstrike, una autodenominada guerrera, contrató a la «tienda de cuerpos» de la villana Espiral para que fusionara el adamantium a su propio esqueleto además de otras mejoras ciber-genéticas. Desde entonces, ha trabajado como mercenaria y asesina y siente la necesidad de probarse a sí misma matando a Wolverine. Lady Deathstrike es también la hermana de Lord Deathstrike (Kazuo Oyama).Junto con los exmiembros de los X-Men Mystique, Sabretooth, Dominó, Warpath y Viejo Logan formó un equipo llamado Weapon X-Men, pero cuyo nombre cambió después al de Weapon X-Force tras la partida de Logan y Warpath con Omega Red.
Una versión mutante de Lady Deathstrike, interpretada por Kelly Hu y sin ninguna historia de origen, apareció como un secuaz de William Stryker en la película de 2003 X-Men 2. Una variante aparece como secuaz de Cassandra Nova en la película de 2024 Deadpool & Wolverine.

## Historial de publicaciones
Apareció por primera vez como Yuriko Oyama en Daredevil # 197 y más tarde como Lady Deathstike en Alpha Flight #33 (abril de 1986).
Fue creada por el escritor Dennis O'Neil y el artista William Johnson (Daredevil #197). El escritor Bill Mantlo y el artista Sal Buscema diseñaron su apariencia de samurái (Alpha Flight #33). El escritor Chris Claremont agregó características definitorias como sus habilidades de cyborg, mientras que Barry Windsor-Smith diseñó su apariencia de cyborg (Uncanny X-Men #205, mayo de 1986).

## Biografía ficticia

### Origen
Yuriko Oyama nació en Osaka, Japón. El padre de Yuriko Oyama fue Lord Dark Wind (Kenji Oyama), un líder criminal japonés y científico que creó el proceso por el cual el adamantium puede ser enlazado a los huesos humanos. Kenji fue anteriormente un piloto kamikaze durante la Segunda Guerra Mundial. Su cara fue horriblemente marcada por cicatrices en un intento fallido de ataque a un acorazado americano. Sintiéndose avergonzado por su fracaso de décadas atrás, marcó la cara de su joven hija Yuriko y sus dos hermanos con un diseño ritual. Sus dos hermanos morirían después al servicio de su padre.

### Muerte de Dark Wind
Yuriko se unió a Daredevil para liberar a su amante, Kiro, de la servidumbre de su padre, y vengarse de su padre por sus cicatrices y la muerte de sus dos hermanos. Guio a Daredevil a la isla privada de Lord Dark Wind en busca de Bullseye. Cuando Yuriko mató a Lord Dark Wind, el devoto Kiro eligió el suicidio para honrar a su maestro.
Angustiada, Yuriko abrazó tardíamente los ideales de su padre y trató de localizar a quien lo deshonró y restaurar el honor de Japón. Ella adoptó una identidad disfrazada, como una guerrera samurái. Ella trató de encontrar a Bullseye con un dispositivo de rastreo de adamantium, con la intención de vengarse de él por traicionar a su padre y recuperar el adamantium en sus huesos para estudiarlo. En cambio, el dispositivo condujo a Wolverine, cuyo esqueleto también había sido unido con adamantium.

### Transformación en cyborg
Deathstrike intentó matarlo para corregir el error del robo de las teorías de su padre y restaurar el honor de su familia; sin embargo, ella y sus seguidores fueron derrotados por Wolverine y Vindicator de Alpha Flight. Luego fue al Mojoverso y a la "Tienda Corporal" ("Body Shoppe") de Espiral, donde recibió amplias mejoras cibernéticas, incluyendo huesos y garras de adamantium. Como cyborg, se convirtió en una criminal profesional, y unió fuerzas con los antiguos mercenarios del Club Fuego Infernal convertidos en cíborgs Cole, Macon y Reese. Los cuatro cíborgs acecharon a Wolverine y Katie Power en Nueva York.
Lady Deathstrike, junto con Cole, Macon y Reese, se unió al equipo de cíborgs criminales llamados Reavers, dirigidos por Donald Pierce. Juntos, los Reavers capturaron y crucificaron a Wolverine. Lady Deathstrike fue teletransportada accidentalmente junto con Wolverine y Puck a 1937 España. Allí, se unió a una unidad de la Luftwaffe y luchó contra Wolverine. Su brazo derecho fue destruido por un tanque, y cuando regresó al presente le dieron un nuevo brazo derecho.
La pandilla Reavers fue dividida por los Centinelas de Trevor Fitzroy y la mayoría de ellos fueron destruidos, aunque Deathstrike sobrevivió. Más tarde luchó contra Wolverine y Dientes de Sable en Times Square.

### Villana independiente
A veces renunció a su búsqueda para matar a Logan e incluso trabajó con los X-Men de manera cooperativa hacia un objetivo común, como la derrota de Stryfe. En un encuentro con Logan poco después de que Magneto retirara el adamantium de su esqueleto, Lady Deathstrike nuevamente se encuentra con Puck y Vindicator. La pelea con Wolverine destruye gran parte de la casa de Vindicator y termina cuando Wolverine revela sus garras de hueso. Como Logan ya no poseía el adamantium que le habían robado a su padre, concluyó que no se podía ganar honor al matarlo. Ella deja el local pacíficamente. Sin embargo, continúa siendo una mercenaria y asesina. A pesar de esto, Yuriko se distingue de muchos de los enemigos de los X-Men en que ella se adhiere a un código de honor, a pesar de estar emocionalmente perturbada.
Cuando el Capitán América aparece inesperadamente en Japón después de un año pasado en otra dimensión, logra encontrar a Lady Deathstrike trabajando con terroristas. Sus objetivos eran expulsar la influencia estadounidense de Japón, por cualquier medio posible, incluido el asesinato en masa. El Capitán América la derrota antes de que se pierdan vidas inocentes.
Lady Deathstrike resurgió como una aliada de William Stryker. Ella muestra una nueva capacidad para acceder a Internet a través de su cibernética, pero esto la llevó a ser cooptada y controlada por los sistemas informáticos de Monte Haven.
Lady Deathstrike fue responsable de mutilar y casi matar a Sunfire, cuyas piernas cortó en la batalla.

### Thunderbolts
Después de su enfrentamiento con Titania y Sunfire, Lady Deathstrike reapareció como una miembro del equipo ensamblado por el gobierno de Estados Unidos, los Nuevos Thunderbolts, durante la Guerra Civil de superhéroes, liberada temporalmente de la prisión para perseguir a los Vengadores Secretos, que se resistieron a la Ley de Registro Superhumano. Ella lucha junto a otros criminales como Venom, Jester, Bullseye, Jack O'Lantern, Taskmaster y Songbird. Ella participa en la batalla final de la Guerra Civil en Times Square, Nueva York, antes de ser enviada a la prisión de la Zona negativa.

### Apariciones recientes
Lady Deathstrike regresa durante la historia del Messiah Complex para desempeñar un papel importante en la serie, enfrentándose a X-23. Esto fue confirmado por IGN Comics, quien, en su análisis editorial "13 Days of Messiah Complex", reveló que Deathstrike lideraría un nuevo equipo de Reavers durante todo el evento. Como se informó, Lady Deathstrike aparece junto a los Reavers, ahora compuesto de purificadores sin nombre con armadura y armas en lugar de cualquier miembro anterior. Habiéndose aliado con los Purificadores para destruir a los mutantes, Lady Deathstrike lidera el nuevo equipo Reaver contra los Nuevos X-Men, hiriendo gravemente a Hellion en el proceso. Su armadura fue destruida por X-23 y Rockslide. Ella aparece nuevamente en busca de Cable y el recién nacido mutante donde luchó contra X-Force y X-23 nuevamente y X-23 casi la mata.
Lady Deathstrike aparentemente se salva de la muerte debido a las acciones de Espiral, ya que más tarde se la ve reparada en Spiral's Body Shoppe cuando Madelyne Pryor se acerca a Spiral con una invitación de membresía en su Hermandad de Mutantes. A pesar de que originalmente no se le acercó para unirse a la Hermandad, Lady Deathstrike acepta la oferta de Pryor. Parece que mientras Espiral reparó el cuerpo de Lady Deathstrike, también le dio una personalidad más sumisa, ya que durante las misiones con la Hermandad, ella continuamente hace lo que le dicen, mientras se refiere a Espiral como "Amante". Después de que la Hermandad resucita a Psylocke, finalmente hacen su movimiento en los X-Men, con Lady Deathstrike encargada de derribar a Wolverine, perforando sus pulmones. Lady Deathstrike mantuvo ocupado a Wolverine mientras la Hermandad allanó su habitación en busca de una de sus posesiones más preciadas: un mechón de cabello de Jean Grey.
Lady Deathstrike luego reapareció con los Reavers. Aún impulsada por la venganza contra Wolverine, Lady Deathstrike trabajó con los Reavers para atacar la bomba utópica. Sin embargo, cuando X-Force intervino, Lady Deathstrike escapó de su cuerpo a través de Internet.
Durante la historia de Hasta el fin del mundo, Lady Deathstrike fue vista en una de las instalaciones del Doctor Octopus en Australia. Cuando Kangaroo II ingresa a esta instalación, Lady Deathstrike lo embosca y lo mata de un golpe rápido de su garra.
Lady Deathstrike y los Reavers se ven más tarde en el Núcleo, una ciudad subterránea poblada por robots. Ella lucha con el Capitán Britania después de que los Vengadores Secretos llegan a la ciudad en busca de Ant-Man.
La conciencia de Lady Deathstrike fue luego cargada en el cuerpo de Ana Cortés, estableciendo una relación simbiótica con la conciencia de Ana. Cortés era una adolescente latina que regresó a Bogotá, Colombia desde un internado después de la muerte de su padre para heredar el reino de su padre fallecido. Luego viajó a la Academia Jean Grey junto a su amiga Reiko para encontrar a Karima Shapandar y recuperar la tecnología Centinela Omega. Deathstrike y su equipo la ven trotar con Monet intenta emboscarlos. Durante el enfrentamiento, Karmina recibe un disparo, y Monet logra protegerla temporalmente, hasta que Monet queda desprevenido. Antes de que Deathstrike pudiera terminar su ataque, Karmina dispara e hiere a Lady Deathstrike, haciendo que se retire para reagruparse y obtener más información. Luego se entera de Arkea, y ha contratado a Typhoid Mary para ayudarla a lograr este objetivo. Deathstrike y Typhoid Mary discuten con John Sublime sobre Arkea y logran obtener información de él de que había más de una pieza de Arkea que estaba viva, ya que la que tenían estaba muerta y no era viable. Mary deja inconsciente a Sublime y ella y Deathstrike logran escapar antes de que Psylocke venga a ver a Sublime. Deathstrike y Mary se dirigen a Troms, Noruega, donde encuentran a Amora, que fue exiliada por Thor y despojada de sus poderes. Deathstrike promete a Amora que la hará poderosa una vez más. Amora trae a Deathstrike y Mary a donde se encuentra el meteorito Arkea cuando Mary quiere renegociar los términos de su contratación y quiere convertirse en socios. Deathstrike dice que no fue solo una asociación, sino la formación de una nueva Hermandad de Mutantes. Con el Arkea en vivo tomando posesión de Reiko, ella empodera a Deathstrike, Mary y Amora. Deathstrike y su Sisterhood logran escapar de los X-Men y Monet con Arkea activando varios centinelas bajo el océano. El conflicto mental entre Ana y Yuriko hizo que Lady Deathstrike se volviera cada vez más inestable. Ana Cortés se arrepintió de su vida como supervillana y no le gustó la dirección que Arkea estaba dirigiendo a la Hermandad. Ella notificó a los X-Men la ubicación de la Hermandad, después de que ella se preocupó cada vez más por los audaces movimientos de Arkea, como hacer que Amora resucitara a Selene Gallio, la Reina Negra. Ana se volteó e intentó que Typhoid Mary la matara, pero Mary se negó. Cuando Arkea le pidió a Ana que fuera parte del procedimiento para resucitar a Madelyne Pryor, Ana se suicidó para evitar que Arkea la siguiera usando. La muerte de Ana no detuvo los planes de Arkea. Arkea simplemente eliminó la conciencia de Yuriko del cuerpo de Ana y la colocó en el cuerpo de Reiko junto con el propio de Arkea. El cuerpo de Ana fue empalmado con el ADN de Jean Grey para permitirle albergar la conciencia de Madelyne Pryor. Amora luego completó la resurrección de Madelyne Pryor. Después de la confrontación de los X-Men con la Hermandad, Karima deja a los X-Men para formar un equipo con Sabra e investigar a la familia criminal de Cortes. Aunque Arkea fue destruido por los X-Men, la conciencia de Lady Deathstrike permaneció intacta dentro del cuerpo de Reiko.
Los Reavers llegaron más tarde a Killhorn Falls con Lady Deathstrike e intentaron perseguir a Logan para siempre. Cuando los Reavers atacaron Killhorn Falls, el Viejo Logan mató a todos los soldados de Reavers y se enfrentó a Lady Deathstrike antes de salvar a Maureen. Después de ser herida varias veces, Logan logra derrotar a Lady Deathstrike, cuando comenzó a cojear cuando Logan se desmayó. Pensando que no pudo proteger a Maureen del caos, Logan decidió partir para encontrar a Lady Deathstrike.
Mientras se esconde durante la historia de "Armas de destrucción mutante", Lady Deathstrike es descubierta y capturada por el nuevo Arma X. Mientras está en cautiverio, experimenta con ella. Este experimento condujo a su nanotecnología se utiliza en su creación de Arma H.
Durante la historia de "Hunt for Wolverine", Lady Deathstrike es vista en Chester's Bar, donde le cuenta a Daken y Sabretooth lo que descubrieron los Reavers cuando fueron tras Wolverine y que recientemente fue visto vivo. Los tres siguen el rastro de Wolverine donde llegan a Maybelle, Arizona. Sabretooth y Lady Deathstrike continúan buscando a Maybelle en busca de Wolverine cuando son atacados por zombis hechos de aquellos en una fiesta de cumpleaños. Uno de ellos muerde a Sabretooth cuando Lady Deathstrike lo aleja de los zombis. Ambos se preguntan de dónde vinieron los zombis. Cuando llegan a su automóvil, de repente explota. Sabretooth comienza a correr y descubre que su mordedura de zombi no se está curando. Sabretooth se encuentra con más zombis cuando comienza a matarlos con Lady Deathstrike no muy lejos de él. Ambos se refugian en un garaje. Cuando Daken los alcanza, Lady Deathstrike y Sabretooth son informados de un dispositivo verde brillante en la central eléctrica que tiene que ver con los zombis y deben abrirse paso entre ellos para destruirlo antes de que Maybelle se queme en el suelo. Mientras lucha contra zombis y Soteira Killteam Nine, Lady Deathstrike descubre que uno de los soldados de Soteira Killteam Nine es una versión zombificada de su padre que apuñala a Lady Deathstrike. Lady Deathstrike se recupera y continúa su lucha con su padre hasta que Lord Dark Wind le corta la mano izquierda. Usando su mano derecha, Lady Deathstrike apuñala a su padre en el cuello. Luego le hace lo mismo a un Graydon Creed zombificado. Después de decirle a Sabretooth que el adamantium que rastrearon era el adamantium de su padre y enterarse de que Daken está muerto, Lady Deathstrike acompaña a Sabretooth a donde está el dispositivo brillante y destruye el dispositivo antes de que Maybelle pueda quemarse en el suelo. Al día siguiente, Sabretooth y Lady Deathstrike roban a alguien fuera de un restaurante mientras Sabretooth le sugiere a Lady Deathstrike que sus amigos Reaver le den una nueva mano. Lady Deathstrike le dice a Sabretooth que se calle y conduzca.

## Personalidad y temas
La psicóloga Suzana E. Flores sostiene que Lady Deathstrike muestra rasgos de trastorno obsesivo-compulsivo en su impulso por obtener el adamantium de Wolverine. Como lo caracteriza Flores, Lady Deathstrike "necesita' el adamantium para establecer o validar de manera creíble su autoestima", pero incluso si lograra esto, su personalidad la llevaría a "encontrar alguna otra víctima o idea con la cual obsesionarse".

## Poderes y habilidades
Lady Deathstrike fue transformada en un cyborg por Espiral y el "Body Shop" utilizando tecnología alienígena de la dimensión de Mojo, con modificaciones posteriores por Donald Pierce. Ella tiene fuerza sobrehumana, velocidad, resistencia, durabilidad y agilidad. El esqueleto de Deathstrike se ha unido artificialmente con moléculas de adamantium, lo que hace que su estructura esquelética sea físicamente irrompible. Más tarde, en las páginas de Uncanny X-Men, se demostró que Espiral usaba magia para infundir el metal en el cuerpo de Deathstrike. Los dedos de Deathstrike han sido reemplazados por cinco garras de adamantium de 12 pulgadas (300 mm) de largo que reemplazan cada dedo de cada mano. Además de ser tan indestructible como su esqueleto, estas garras son capaces de cortar prácticamente cualquier sustancia, excepto el adamantium y el escudo del Capitán América. Ella es capaz de telescopiar estas garras al doble de su longitud habitual. También tenía la capacidad de interactuar con las computadoras, permitiendo el acceso directo a datos a los centros de memoria de su cerebro. Aunque su forma normal es visiblemente la de un cyborg, ella usa disfraces cuando es necesario. Ella es una asesina entrenada y es experto en una variedad de artes marciales asiáticas. Lady Deathstrike es especialmente hábil con las espadas, y aunque prefiere el sigilo y la sutileza en sus asesinatos, está emocionalmente perturbada y esto interfiere con su efectividad. Deathstrike sufre de inestabilidad mental; Ella es una fanática desequilibrada, una condición empeorada por su transformación en un cyborg.
Antes de recibir sus mejoras cibernéticas, Deathstrike usó una katana especial de acero de cinco pies que estaba templada electromagnéticamente y enfundada en energía. La envoltura de energía permitió que la espada atravesara la mayoría de las sustancias y la hizo tan resistente como el adamantium. También ha usado shuriken, nunchakus, un desintegrador de largo alcance de alto poder que dispara balas explosivas que perforan la armadura y muñequeras que contienen detectores de adamantium. También llevaba una armadura de batalla japonesa tradicional modificada que podía resistir incluso golpes sobrehumanos. Sus artículos fueron construidos por herreros de armas de la organización de Lord Dark Wind.
Deathstrike luego recibió una actualización que le proporciona una especie de "factor de curación cibernética" que funciona de manera similar, aunque no tan eficiente, como la de Wolverine.
Lady Deathstrike habla inglés y japonés con fluidez y es una consumada piloto de diversas embarcaciones aéreas y marítimas.
El lado izquierdo de la cara de Yuriko Oyama estaba marcado en un diseño ritual por su padre; esto aparentemente fue reparado quirúrgicamente cuando se convirtió en cyborg.
El cuerpo original de Lady Deathstrike fue destruido. Ella se convirtió en una conciencia digital. Fue descargada en Ana Cortés, quien se convirtió en su anfitriona y la nueva Lady Deathstrike hasta que Ana se suicidó. La mente de Yuriko se colocó en el cuerpo de su amiga Reiko, que actualmente la alberga.

## Recepción

### Reconocimientos
- En 2009, IGN clasificó a Lady Deathstrike en el puesto 78 de su lista de los "100 principales villanos del cómic".[47]
- En 2019, CBR.com clasificó a Lady Deathstrike en el sexto lugar en su lista de "Villanos de Marvel: Old Man Logan".[48]
- En 2019, IGN clasificó a Lady Deathstrike en el puesto 20 de su lista de los "25 mejores villanos de Marvel".[49]
- En 2021, Screen Rant incluyó a Lady Deathstrike en su lista de "10 personajes de Marvel que a los fanáticos les encantaría ver en Wolverine de Marvel".[50]
- En 2022, CBR.com clasificó a Lady Deathstrike en el noveno lugar de su lista de las "10 villanas más letales de los cómics de Marvel".[51]

## Otras versiones

### Amalgam Comics
En el universo de Amalgam Comics, Lady Deathstrike se fusiona con Talia al Ghul de DC Comics y se convirtió en Lady Talia. Ella era la amante de Logan Wayne, también conocido como Dark Claw, pero juró venganza cuando Dark Claw asesinó a su padre, Ra's Al-Pocalypse, para evitar que desatara un químico mortal en el mundo. Ella se volvió cibernéticamente mejorada y emboscó a Dark Claw en su cueva después de atar a su compañero, el Gorrión. En una elección entre el amor y la venganza, ella casi asesina a Logan, pero su factor de curación le permite recuperarse de la lesión.

### Ultimate Marvel
Lady Deathstrike también ha aparecido en la línea Ultimate X-Men de Ultimate Marvel. Allí, su conexión es principalmente con Tormenta, en lugar de Wolverine. Como Yuriko (o 'Yuri'), le enseñó a Tormenta como encender un auto sin llave y a ser una ladrona de autos. Las dos después se separarían en malos términos y Yuri terminaría siendo arrollada por un camión. Yuri sobreviviría, pero terminaría confinada a una silla de ruedas. Allí, el Dr. Cornelius de Arma X le ofreció reconstruir su cuerpo con adamantium y un factor de curación acelerado, lo que le permitiría vengarse de Tormenta, aunque si quería matarla, tendría que matar a Wolverine también. Yuri accedió, se le hicieron las modificaciones, y después fue encarcelada por S.H.I.E.L.D..
Mientras estuvo capturada en el Triskelion se encontró con la X-Men Dazzler y Ángel (quienes estaban buscando a sus amigos, en otra parte de las instalaciones). Después de que Dazzler provocara a Yuri, diciéndole como Tormenta la había mencionado, la energía de la instalación se apagó, permitiéndole escapar a Yuri de su celda y atravesar el estómago de Dazzler con sus garras. Antes de que pudiera hacer otra cosa, el mutante Longshot (otro prisionero en el Triskelion) rompió su cuello. No se sabe si este ataque la mató o no. Anteriormente había sobrevivido a ser impactada por un rayo y a ser aplastada por un árbol. Dazzler sobrevivió al ataque de Yuri, permaneciendo en coma por algunas pocas semanas antes de despertar.

### Wolverine Noir
Una Yuriko sin poderes aparece brevemente en Wolverine Noir cuando Logan investigó el Bowery y se enfrentó a ella, quien pensó erróneamente que trabajaba para Creed. Los dos discuten sobre Logan encontrando a su hermano Dog , pero cuando Yuriko estaba a punto de besarlo, él se negó y ella desapareció. Más tarde ella apareció muerta tras ser asesinada por Rose, la exnovia de Logan.

## En otros medios

### Televisión
- Lady Deathstrike apareció en el episodio de dos partes de X-Men "Out of the Past" con la voz de Jane Luk,[56] y Tasha Simms. Ella tenía una relación romántica y pasado con Wolverine. Yuriko Oyama se unió a los Reavers y se convirtió en un cyborg para vengar la muerte de su padre, el profesor Oyama, quien creía que fue asesinado durante el alboroto de Logan en la sede de Arma X. En la continuidad de la serie, el profesor y el padre de Yuriko son la misma persona. En la continuidad de las historietas, el profesor es un hombre llamado Thjorton y no tiene relación con los Oyama.

### Cine
- Lady Deathstrike fue interpretada por la actriz Kelly Hu en la película X-Men 2 lanzada en 2003. Esta versión de Lady Deathstrike (nunca mencionada por su nombre) no se presenta como un cyborg (aunque el folleto del DVD se refiere a ella como mejorada cibernéticamente), sino como una mutante con lavado de cerebro con habilidades regenerativas similares a las de Wolverine. Esta versión de Lady Deathstrike también demuestra una fuerza sobrehumana en la película, arrojando a Wolverine a través de una habitación con la fuerza suficiente para romper un muro de hormigón. Ella usa un traje gris en la película por un período antes de usar un traje de cuero durante el resto de la película. En la película, ella es la asistente mutante de William Stryker con lavado de cerebro. También participó en el mismo programa gubernamental que Wolverine llamó Arma X dándole garras de adamantium que se extienden desde la punta de sus uñas, en lugar de desde sus nudillos, dándole cinco garras en cada mano en lugar de las tres de Wolverine. Por orden de Stryker, Deathstrike emboscó y capturó con éxito tanto a Cyclops como al Profesor Xavier. Aunque es retratada como una supervillana en la película, su orientación y origen reales no están claros porque está bajo los efectos del control mental. Después de una pelea con Wolverine que tiene lugar en el laboratorio donde Wolverine sufrió su propia transformación, Wolverine desactivó a Deathstrike con una inyección de adamantium fluido, presumiblemente matándola.
- En la película X-Men: días del futuro pasado se ve que un centinela usa garras parecidas a las de Lady Deathstrike para matar a Sunspot.
- Lady Deathstrike hace una aparición como antagonista en la parte de "Hulk vs Wolverine" de la película animada de Hulk Vs, con la voz de Janyse Jaud. Esta versión es miembro del Equipo X. Ella sigue siendo un ciborg y un agente de Arma X, junto a Dientes de Sable, Omega Rojo, y Deadpool, quienes son enviados por el profesor Thornton para capturar a Wolverine y Hulk. En la batalla final en las instalaciones de Arma X, Hulk arranca sus brazos cibernéticos dejándola en un estado inconsciente.
- Lady Deathstrike aparece en la próxima película de Marvel Cinematic Universe (MCU), Deadpool & Wolverine (2024).[57]Ella fue desterrada al Vacío por la Autoridad de Variación Temporal (TVA), y es una de los secuaces de Cassandra Nova, hasta ser asesinada por Blade.

### Videojuegos
- Lady Deathstrike aparece como un personaje seleccionable en X-Men: Next Dimension, con la voz de Gwendoline Yeo.[58]
- Gwendoline Yeo repite que su papel de Lady Deathstrike también fue la jefa final en el juego X2: Wolverine's Revenge.[58] También menciona sus implantes biónicos y su padre (que posiblemente sea el profesor en el juego). Lady Deathstrike lucha contra Wolverine en la cima del edificio Xenon, donde se reveló que estaba detrás de los androides del piloto (expresado por Mayim Bialik), el GI del Ejército (expresado por Don Morrow) y May Deuce (también con la voz de Mayim Bialik) a quien ella usó en un complot para matar a Wolverine. También reveló que le pagó a Sabretooth para causarle dolor. Wolverine derrota a Lady Deathstrike y llega a una plataforma de helicóptero donde ella lo sigue. Wolverine arroja a Lady Deathstrike del techo. Sabretooth encuentra a Lady Deathstrike. Él toma un vial de ella y lo bebe (probablemente la cura para el virus de la cepa de Shiva) y se lleva su cuerpo.
- Lady Deathstrike aparece como un "jefe" en el videojuego X-Men Legends II: Rise of Apocalypse, con la voz de Kim Mai Guest.[58] Ella está trabajando con Apocalypse de forma gratuita cuando escuchó que Wolverine participaría en la lucha contra él. Los X-Men y la Hermandad la encuentran en el malecón de Genoshan, donde las viviendas se han convertido en prisiones para los mutantes de Genoshan. Si Wolverine está en tu equipo o tu personaje activo es un X-Man, debes luchar contra ella. Si tu personaje activo es un miembro de la Hermandad, tienes la opción de pagarle para que te deje solo. Fuera de eso, ella tiene un diálogo especial con Wolverine.

- Yuriko/Deathstrike aparece como un enemigo en X-Men: The Official Game, que llena el tiempo ocurrido entre las películas X-Men 2 y X-Men: The Last Stand. En este juego se revela que Deathstrike sobrevivió a la sobredosis, y pelea con Wolverine dos veces en el juego. También se revela que fue una agente de Hydra y estudiante de Silver Samurai. Fue mandada para espiar a Stryker, pero en lugar de eso fue controlada para convertirse en su guardaespaldas. La batalla final de Deathstrike con Wolverine una vez más deja la impresión de que ella muere, al ser aplastada por escombros, pero esto podría no ser definitivo.
- Lady Deathstrike aparece como un jefe en el tercer escenario de Wolverine: Adamantium Rage
- Lady Deathstrike aparece en Marvel: Ultimate Alliance 2, con la voz de Jocelyn Blue. Ella está entre los múltiples villanos que están siendo controlados por los Nanites de Control del Gobierno para luchar contra los Héroes Anti-Registro. También es una mini jefa dos veces en Nueva York cuando el jugador elige estar en el lado Anti-Registro: el primero es cuando es noqueada por Thing, el segundo es cuando los héroes en el lado Anti-Registro la derrotan. Más tarde asiste a los Thunderbolts y al lado de Pro-Registro en la lucha contra el lado de Anti-Registro en Geffen-Meyer Chemicals. Durante la pelea, Lady Deathstrike (junto con Bullseye, Duende Verde y Venom III) terminan atacando a los agentes de S.H.I.E.L.D. y colocando bombas cuando sus Nanites de Control pierden el control. En la escena de la Prisión 42, Lady Deathstrike se muestra con los otros supervillanos controlados por nanitos atacando a ambos lados. Cuando está a punto de darle el golpe final a Iron Man, El Capitán América lo salva. En las versiones de PSP, PS2 y Wii, lucha contra los héroes en Prison 42 junto a Bullseye.
- Lady Deathstrike aparece en el ending de Strider Hiryu en Ultimate Marvel vs Capcom 3.
- Lady Deathstrike aparece en Marvel Heroes, con la voz de Minae Noji.[58]
- Lady Deathstrike es un personaje jugable en Marvel Contest of Champions.[59]